# PBX Funicular Intaglio Zone
PBX Funicular Intaglio Zone è l'undicesimo album in studio del cantautore e chitarrista John Frusciante, pubblicato nel 2012.

## Tracce
1. Intro/Sabam – 2:40
2. Hear Say – 3:47
3. Bike – 4:24
4. Ratiug – 6:26
5. Guitar – 2:17
6. Mistakes – 3:50
7. Uprane – 4:55
8. Sam – 4:21
9. Sum – 4:18

## Formazione
- John Frusciante - voce, tastiera, sintetizzatore, sintetizzatore modulare, programmazione, drum machine, sequencer, campionatore, pianoforte, chitarra elettrica, basso
- Kinetic 9 - voce (tracce 4, 10)
- Laena Geronimo - violino (traccia 7)